# Орджа
Орджа (груз. ორჯა, з.-арм. Օրճա Орджа) — село в Грузии, на территории Ахалкалакского муниципалитета края (мхаре) Самцхе-Джавахети.

## География
Село находится в южной части Грузии, на правом берегу реки Баралетисцкали, на расстоянии приблизительно 7 километров (по прямой) к северу от города Ахалкалаки, административного центра муниципалитета. Абсолютная высота — 1671 метр над уровнем моря.

## Население
По результатам официальной переписи населения 2014 года, в Ордже проживало 519 человек (260 мужчин и 259 женщин). В национальной структуре населения армяне составляли 100 %.
| Год  | Население, человек |
| ---- | ------------------ |
| 2002 | 778                |
| 2014 | ↘ 519              |